# 司湯達綜合症
司汤达综合症（Stendhal syndrome）是指當人觀賞藝術品時，內心受到衝擊，引發諸如狂冒冷汗、暈眩、嘔心、焦慮、哭泣、腹痛、心跳加速、性興奮，甚或昏厥、出現幻覺等激烈反應。
《A Doctor’s Dictionary》作者Iain Bamford指出司湯達症候群就如耶路撒冷症候群：「多愁善感的人，心理較易受感覺地位崇高之物影響，使之一時無法調整心理平衡。」
後來西班牙巴利亞多利德大學的研究實驗，也印證司湯達症候群確有其事，83%受驗者情緒狀態會受藝術作品影響。
另外類似的症況還有少數人看到著名雕像大衛像後發生的大衛症候群（David syndrome）。

## 歷史
該症狀於1979年由精神病學家Graziella Magherini以19世紀法國作家司汤达的名字來命名。司湯達在他的書《Naples and Florence: A Journey from Milan to Reggio》中記述了他於1817年遊覽佛羅倫斯時的相似感受。

## 外部連結
- 《专家确定顶尖艺术品可引发“审美晕眩”》（页面存档备份，存于）